# پلی الکترولیت

## پلی الکترولیت
پلی الکترولیت‌ها پلیمرهایی هستند که واحدهای تکرار شونده آنها دارای یک گروه الکترولیت هستند. پلی کاتیون ها و پلی آنیون ها پلی الکترولیت هستند. این گروه ها در محلول های آبی (آب) تفکیک می شوند و پلیمرها را شارژ می کنند. بنابراین خواص پلی الکترولیت هم مشابه الکترولیت‌ها (نمک‌ها) و هم پلیمرها (ترکیبات با وزن مولکولی بالا) است و گاهی پلی‌نمک نامیده می‌شود. مانند نمک‌ها، محلول‌های آن‌ها رسانای الکتریکی هستند. مانند پلیمرها، محلول های آن‌ها معمولا دارای گرانروی هستند. زنجیره‌های مولکولی باردار، که معمولاً در سیستم‌های ماده نرم وجود دارند، نقش اساسی در تعیین ساختار، پایداری و برهم‌کنش‌های مجموعه‌های مولکولی مختلف دارند. رویکردهای نظری برای توصیف ویژگی‌های آماری آن‌ها به طور کل با همتایان خنثی الکتریکی آن‌ها متفاوت است، در حالی که در زمینه‌های فنی و صنعتی از ویژگی‌های منحصر به فرد آن‌ها بهره‌برداری می‌کنند. بسیاری از مولکول‌های بیولوژیکی پلی الکترولیت هستند. به عنوان مثال، پلی پپتیدها، گلیکوزآمینوگلیکان‌ها و DNA پلی الکترولیت هستند. هر دو پلی الکترولیت طبیعی و مصنوعی در صنایع مختلفی استفاده می‌شوند.

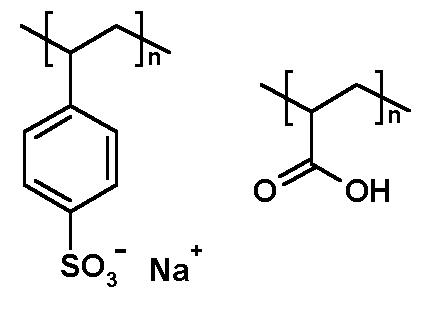
ساختارهای شیمیایی دو پلی الکترولیت مصنوعی، به عنوان مثال. در سمت چپ پلی (سدیم استایرن سولفونات) (PSS) و در سمت راست اسید پلی اکریلیک (PAA) قرار دارد. هر دو در صورت تفکیک پلی الکترولیت هایی با بار منفی هستند. PSS یک پلی الکترولیت "قوی" است (کاملاً در محلول شارژ می شود)، در حالی که PAA "ضعیف" (تا حدی شارژ شده است).

## شارژ
اسیدها به دو دسته ضعیف یا قوی طبقه بندی می شوند (و بازها به طور مشابه ممکن است ضعیف یا قوی باشند). به طور مشابه، پلی الکترولیت‌ها را می توان به "ضعیف" و "قوی" تقسیم کرد. پلی الکترولیت "قوی" پلی الکترولیتی است که برای اکثر مقادیر معقول pH به طور کامل در محلول تفکیک می‌شود. بر عکس، یک پلی الکترولیت "ضعیف" دارای یک ثابت تفکیک (pKa یا pKb) با محدوده 2 تا ~ 10 است، به این معنی که در pH متوسط تا حدی تفکیک می‌شود. پس، پلی الکترولیت های ضعیف به طور کامل در محلول شارژ نمی‌شوند، و علاوه بر این، بار جزئی آنها را می‌توان با تغییر pH محلول، غلظت ضد یون یا قدرت یونی اصلاح کرد.
خواص فیزیکی محلول‌های پلی الکترولیت معمولاً به شدت تحت تأثیر درجه شارژ قرار می‌گیرد. از آنجایی که تفکیک پلی الکترولیت، یون‌های متضاد را آزاد می کند، این حتما بر قدرت یونی محلول و در پی آن بر طول دبای تأثیر می‌گذارد. این به نوبه خود بر سایر خواص مانند رسانایی الکتریکی تأثیر می‌گذارد.
هنگامی که محلول‌های دو پلیمر با شارژ مخالف (یعنی محلول پلی کاتیون و یکی از پلی آنیون) با هم مخلوط می‌شوند، معمولاً یک حجم پیچیده (رسوب) تشکیل می‌شود. این به دلیل این که پلیمرهای دارای بار مخالف یکدیگر را جذب کرده و به یکدیگر متصل می‌شوند، رخ می‌دهد.

## انطباق
ساختار هر پلیمر تحت تأثیر عوامل گوناگونی قرار می‌گیرد: به ویژه معماری پلیمر و میل ترکیبی حلال. در مورد پلی الکترولیت‌ها، شارژ نیز تاثیر دارد. در حالی که یک زنجیره پلیمری خطی بدون بار معمولاً در یک ساختار تصادفی در محلول یافت می‌شود (به یک ولگشت تصادفی سه بعدی خود اجتنابی نزدیک است)، بارهای روی یک زنجیره پلی الکترولیت خطی از طریق نیروهای دو لایه یکدیگر را سرکوب می‌کنند که باعث می‌شود زنجیره یک ترکیب میله مانند گسترش یافته‌تر را اتخاذ کنند. اگر محلول حاوی مقدار زیادی نمک اضافه شده باشد، بارها غربال می‌شوند و در نتیجه زنجیره پلی الکترولیت به یک ترکیب معمولی‌تر فرو می‌ریزد (که اساساً مشابه یک زنجیره خنثی در حلال خوب است).
ساختار پلیمری البته بر بسیاری از خواص حجمی (مانند ویسکوزیته، کدورت و غیره) تأثیر می‌گذارد. اگرچه ساختار آماری پلی‌الکترولیت‌ها را می‌توان با استفاده از انواع تئوری پلیمرهای مرسوم به دست آورد، به دلیل ماهیت دوربرد برهم‌کنش الکترواستاتیک، مدل‌سازی صحیح زنجیره‌های پلی‌الکترولیت به طور کلی از نظر محاسباتی بسیار فشرده است. برای مطالعه ساختار پلی الکترولیت و تغییرات ساختاری می توان از تکنیک هایی مانند پراکندگی نور ساکن استفاده کرد.

## پلی‌آمفولیت‌ها
پلی الکترولیت‌هایی که دارای هر دو گروه تکرار کاتیونی و آنیونی هستند، پلی آمفولیت‌ها نامیده می‌شوند. رقابت بین تعادل اسید و باز این گروه ها منجر به پیچیدگی‌های اضافی در رفتار فیزیکی آن‌ها می‌شود. این پلیمرها معمولاً تنها زمانی حل می‌شوند که نمک اضافه شده کافی وجود داشته باشد، که برهمکنش بین بخش‌های دارای شارژ مخالف را بررسی می‌کند. در مورد هیدروژل‌های ماکرو متخلخل آمفوتریک، عمل محلول نمک غلیظ به دلیل اتصال عرضی کووالانسی ماکرومولکول‌ها منجر به انحلال مواد پلی آمفولیت نمی‌شود. هیدروژل‌های ماکرو متخلخل مصنوعی سه بعدی توانایی عالی برای جذب یون‌های فلزات سنگین در محدوده وسیعی از pH از محلول‌های آبی بسیار رقیق را نشان می‌دهند که می‌تواند بعداً به عنوان یک جاذب برای تصفیه آب شور استفاده شود. همه پروتئین‌‌ها پلی آمفولیت هستند، زیرا برخی از اسیدهای آمینه تمایل به اسیدی دارند، در حالی که برخی دیگر بازی هستند.

## کاربرد
پلی الکترولیت‌ها کاربردهای زیادی دارند که بیشتر مربوط به اصلاح جریان و خواص پایداری محلول‌ها و ژل‌های آبی است. به عنوان مثال، آنها می توانند برای بی‌ثبات کردن یک سوسپانسیون کلوئیدی و برای شروع لخته‌سازی (بارش) استفاده شوند. همچنین می توان از آنها برای انتقال شارژ سطحی به ذرات خنثی استفاده کرد و به آن‌ها این اجازه را می‌دهد که در محلول آبی پراکنده شوند. بنابراین اغلب به عنوان غلیظ کننده، امولسیفایر، حالت دهنده، شفاف کننده و حتی کاهش دهنده نیروی پسار استفاده می‌شود. آنها در تصفیه آب و برای استخراج نفت استفاده می‌شوند. بسیاری از صابون‌ها، شامپوها و لوازم آرایشی دارای پلی الکترولیت هستند. علاوه بر این، آن‌ها به بسیاری از غذاها و مخلوط های بتن (فوق روان کننده) اضافه می‌شوند. برخی از پلی الکترولیت‌هایی که روی برچسب مواد غذایی هستند عبارتند از: پکتین، کاراگینان، آلژینات‌ها و کربوکسی متیل سلولز. همه به جز آخرین منشاء طبیعی دارند. در نهایت در مواد مختلفی از جمله سیمان استفاده می‌شود.
از آنجا که برخی از آنها محلول در آب هستند، برای کاربردهای بیوشیمیایی و پزشکی نیز مورد استفاده قرار می‌گیرند. در حال حاضر تحقیقات زیادی در مورد استفاده از پلی الکترولیت‌های زیست سازگار برای پوشش‌های ایمپلنت، انتشار کنترل شده دارو و سایر کاربردها وجود دارد. پس، اخیراً، مواد درشت متخلخل زیست سازگار و زیست تخریب پذیر متشکل از کمپلکس پلی الکترولیت توصیف شده است، جایی که این ماده تکثیر عالی سلول های پستانداران و محرک های نرم مانند ماهیچه‌ها را نشان می دهد.

## انواع پلی الکترولیت
1. فلوکولانت یا پلی الکترولیت آنیونی (بار منفی)
2. فلوکولانت یا پلی الکترولیت کاتیونی (بار مثبت)
3. فلوکولانت یا پلی الکترولیت نانیونیک (بدون بار یعنی خنثی)

پلی الکترولیت ها در گرید صنعتی وجود دارند و این محصول گرید خوراکی ندارد، در صورتی که این محصول برای مثال در تصفیه آب استفاده شده و آن را نمی توان به صورت مستقیم خورد.

## چند لایه
پلی الکترولیت‌ها در شکل گیری نوع جدیدی از مواد به نام پلی الکترولیت چندلایه (PEMs) استفاده شده اند. این لایه‌های نازک با استفاده از تکنیک رسوب لایه به لایه (LbL) ساخته می‌شوند. در طول رسوب LbL، یک بستر رشد مناسب (معمولاً شارژ) بین حمام‌های رقیق محلول‌های پلی الکترولیت با بار مثبت و منفی فرو می‌رود. در طی هر فرورفتن مقدار کمی از پلی الکترولیت جذب می‌شود و شارژ سطحی معکوس می‌شود، که امکان ساخت تدریجی و کنترل شده لایه‌های الکترواستاتیکی لایه‌های پلی کاتیون-پلیانیون را فراهم می‌کند. دانشمندان کنترل ضخامت چنین لایه‌هایی را تا مقیاس تک نانومتری رسانده‌اند. فیلم‌های LbL همچنین می‌توانند با جایگزین کردن گونه‌های شارژ شده‌ مانند نانوذرات یا پلاکت‌های رسی به جای یکی از پلی‌الکترولیت‌ها یا علاوه بر آن‌ها ساخته شوند. رسوب LbL نیز با استفاده از پیوند هیدروژنی به جای الکترواستاتیک انجام شده است. برای اطلاعات بیشتر در مورد ایجاد چند لایه، لطفاً به جذب پلی الکترولیت مراجعه کنید.
تشکیل LbL از PEM (PSS-PAH (پلی (آلی آمین) هیدروکلراید)) روی یک سطح طلا در شکل مشاهده می‌شود.  این تشکیل با استفاده از تشدید پلاسمون سطحی چند پارامتری برای تعیین سینتیک جذب، ضخامت لایه و چگالی نوری اندازه‌گیری می‌شود.
مزایای اصلی پوشش‌های PEM شامل توانایی پوشش مطابق با اجسام (یعنی این تکنیک محدود به پوشش اجسام مسطح نیست)، مزایای زیست‌محیطی استفاده از فرآیندهای مبتنی بر آب، هزینه‌های معقول و استفاده از خواص شیمیایی خاص فیلم برای اصلاح بیشتر، مانند سنتز نانوذرات فلزی یا نیمه هادی، یا انتقال فاز تخلخل برای ایجاد پوشش های ضد انعکاس، دریچه های نوری، و پوشش های فوق آبگریز.

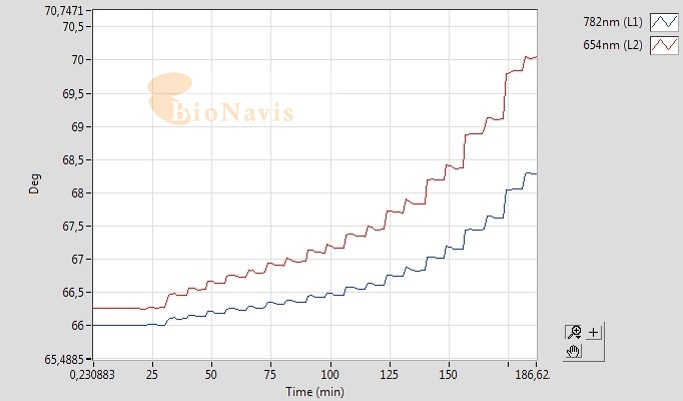
تشکیل 20 لایه پلی الکترولیت چندلایه PSS-PAH با رزونانس پلاسمون سطحی چند پارامتری

## پل زدن
اگر زنجیره‌های پلی الکترولیت به سیستمی از ماکرویون‌های شارژ شده (یعنی آرایه‌ای از مولکول‌های DNA) اضافه شوند، ممکن است پدیده جالبی به نام پل الکترولیت ایجاد شود. اصطلاح برهمکنش‌های پل‌سازی معمولاً به موقعیتی گقته می‌شود که یک زنجیره پلی‌الکترولیت تنها بتواند به دو (یا بیشتر) ماکرویون با بار مخالف (مثلاً مولکول DNA) جذب شود، بنابراین پل‌های مولکولی ایجاد می‌کند و از طریق اتصال آن، برهمکنش‌های جذاب بین آنها را واسطه می‌کند.
در جداسازی ماکرویون‌های کوچک، زنجیره بین ماکرویون‌ها فشرده می‌شود و اثرات الکترواستاتیکی در سیستم کاملاً تحت تأثیر اثرات فضایی قرار می‌گیرد - سیستم به طور مؤثر تخلیه می‌شود. همانطور که جداسازی ماکرویون را افزایش می‌دهیم، زنجیره پلی الکترولیت جذب شده به آنها را به طور همزمان کش می‌دهیم. کشش زنجیر باعث ایجاد فعل و انفعالات جذاب فوق الذکر به دلیل خاصیت ارتجاعی لاستیکی زنجیر می‌شود.
به دلیل اتصال آن، رفتار زنجیره پلی الکترولیت تقریباً هیچ شباهتی به مورد یون‌های غیر متصل محدود ندارد.

## پلی‌اسید
در اصطلاح پلیمری، پلی اسید یک پلی الکترولیت است که از ماکرومولکول‌های حاوی گروه‌های اسیدی در بخش قابل توجهی از واحدهای تشکیل شده تشکیل شده است. معمولاً گروه های اسیدی –COOH، –SO3H یا –PO3H2 هستند.

## همچنین ببینید
پراکندگی
رزین تبادل یونی
نمک های پلی پیریدینیم